# Sebastian Lutz

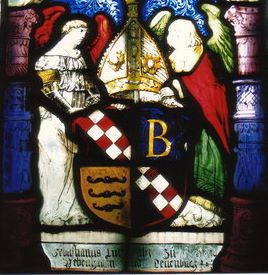
Wappenscheibe im Kloster Bebenhausen, mit der Inschrift: „Sebastian Lutz, Abt zu Bebenhausen und Tenenbach, 1550.“

Sebastian Lutz (genannt Hebenstreit aus Tübingen) SOCist (* um 1500 in Tübingen; † 15. November 1560) war 1542–1547 Abt im Kloster Tennenbach und 1547–1560 Abt im Kloster Bebenhausen.

## Leben und Wirken
Sebastian Lutz stammte aus einer angesehenen Familie, die in Tübingen zur Ehrbarkeit gehörte und auch in Rottenburg am Neckar, Stuttgart und mehreren Reichsstädten urkundlich erwähnt wird. Er verwaiste 1502 und wurde von Freunden aufgezogen.
Er trat 1518 in die Zisterzienserabtei Bebenhausen ein. Nach der Ablegung der Profess wurde er 1521 in Heidelberg immatrikuliert. Bald nach Abschluss seines Studiums wurde er 1522–1534 Kaplan im Kloster Bebenhausen. Bei der Auflösung der Abtei blieb Sebastian Lutz dem Zisterzienserorden treu. Über das Kloster Salem zog er um die Jahreswende 1535/36 in die Abtei Stams in Tirol und wurde dort 1537 Zellerar. Er bat schließlich aus gesundheitlichen Gründen um Entbindung von seinen Aufgaben, was ihm 1538 gewährt wurde, wonach er in die Abtei Salem ging, wo er vier Jahre in der Schule tätig war.
Lutz wurde nach einem durch die Reformation verursachten Interim am 17. November 1547 zum Abt von Bebenhausen gewählt, aber er konnte erst Anfang 1549 mit dem Rest des alten Bebenhäuser Konvents von Tennenbach nach Bebenhausen zurückkehren. Am 15. November 1560 starb er und wurde in der Tübinger Stiftskirche beerdigt.

## Abtsstab
Sebastian Lutz’ in eigenwilligem Stil ausgeführter Bebenhäuser Abtsstab, mit seinem in der Krümme wiedergegebenen Abtswappen ist heute im Kölner Museum Schnütgen ausgestellt.

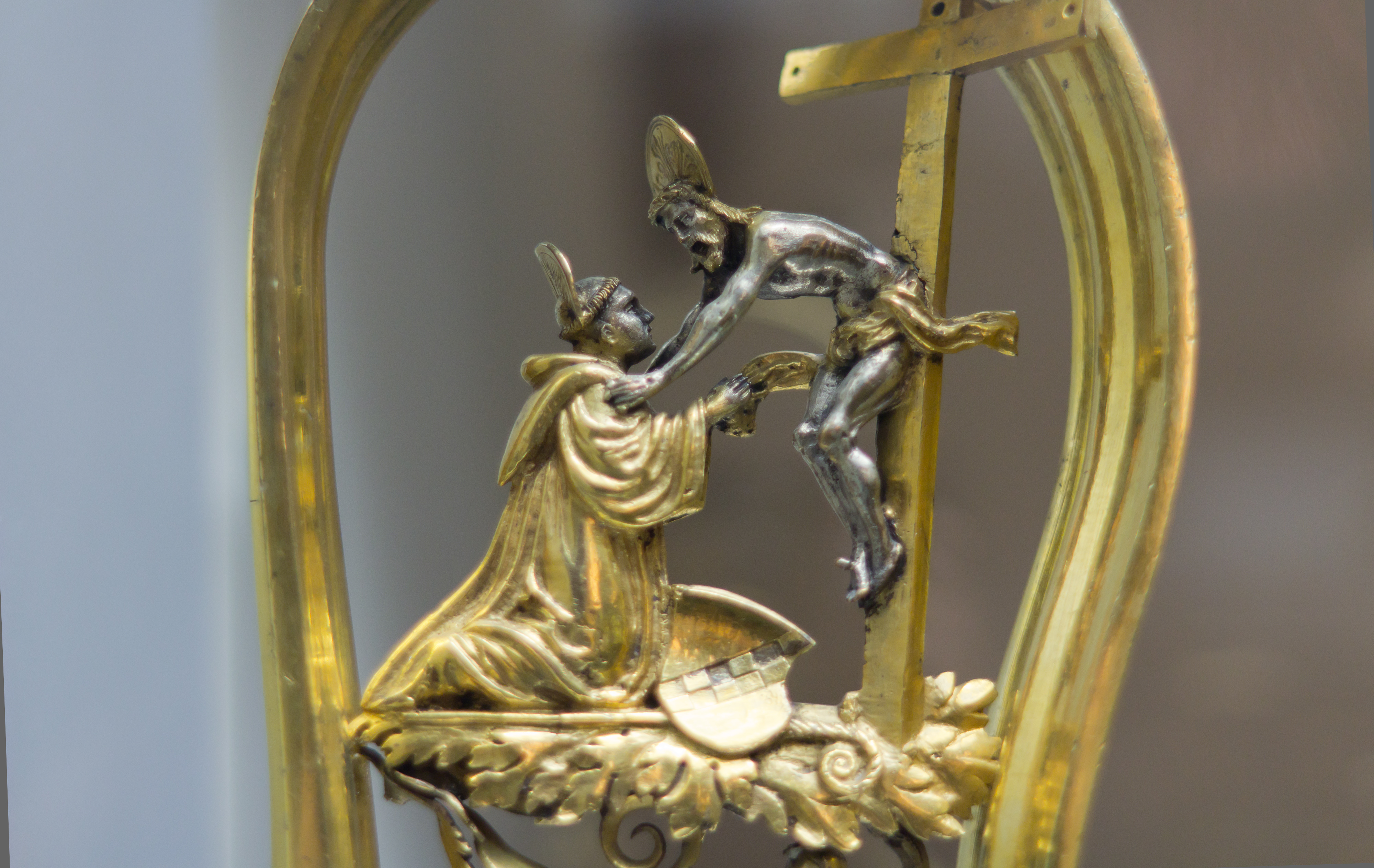
Krümme des Abtstabes des Sebastian Lutz im Museum Schnütgen, Köln
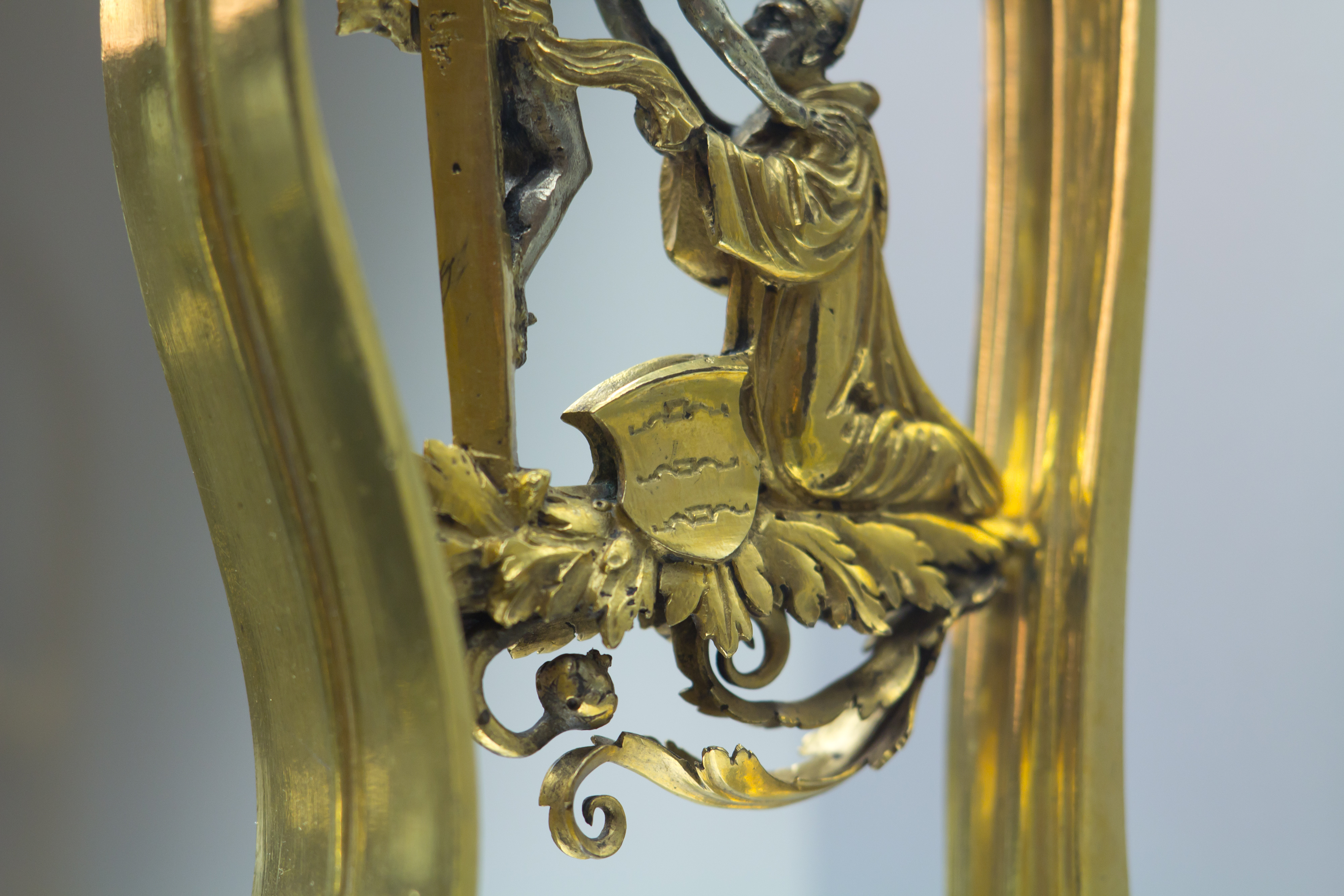
Krümme des Abtstabes des Sebastian Lutz im Museum Schnütgen, Köln
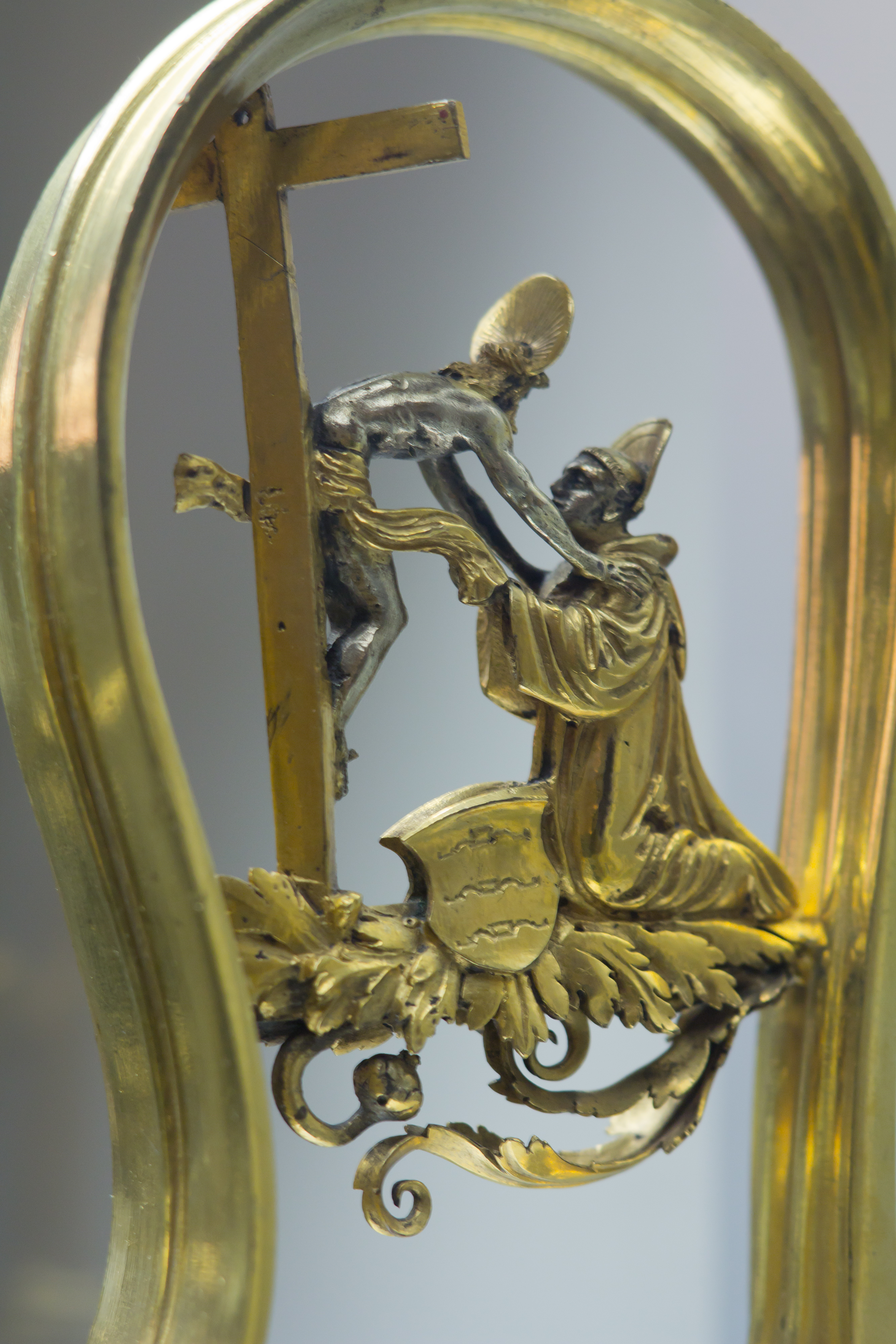
Krümme des Abtstabes des Sebastian Lutz im Museum Schnütgen, Köln
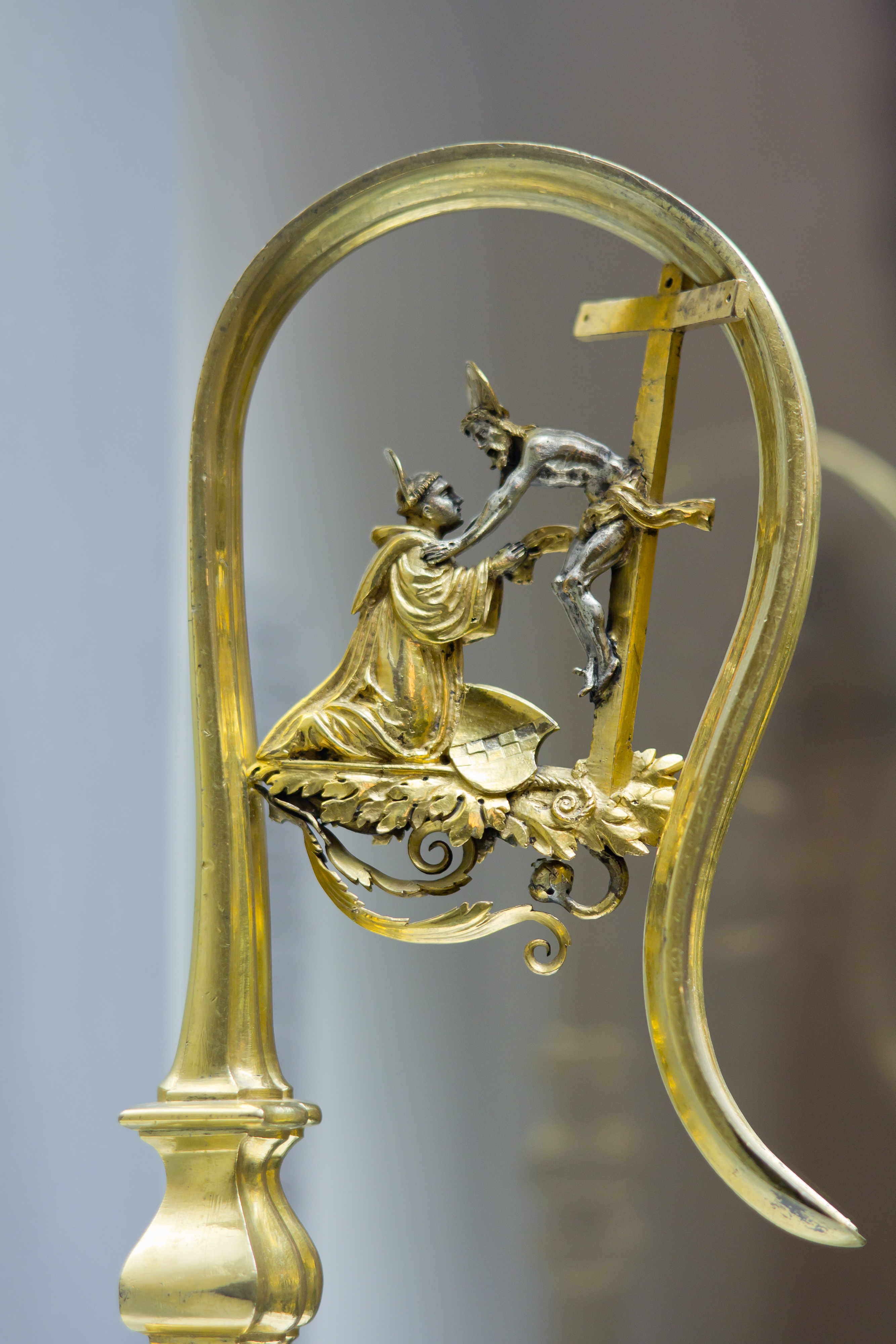
Krümme des Abtstabes des Sebastian Lutz im Museum Schnütgen, Köln
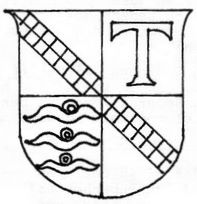
Wappen des Sebastian Lutz